# Emanuel Perathoner
Emanuel Perathoner (Bolzano, 12 de mayo de 1986) es un deportista italiano que compite en snowboard. Ganó una medalla de bronce en el Campeonato Mundial de Snowboard de 2019, en la prueba de campo a través.

## Medallero internacional
| Campeonato Mundial | Campeonato Mundial         | Campeonato Mundial | Campeonato Mundial |
| Año                | Lugar                      | Medalla            | Competición        |
| ------------------ | -------------------------- | ------------------ | ------------------ |
| 2019               | Park City (Estados Unidos) | Medalla de bronce  | Campo a través     |